# .17 Winchester Super Mágnum
.17 Winchester Super Magnum, es un cartucho de rifle de percusión anular desarrollado por la compañía de municiones Winchester en 2012. 
Desciende de la de la pistola de clavos calibre .27 al ajustar el cuello del cartucho para alojar un proyectil calibre .17 (4.5 mm). Las cargas iniciales fueron con una bala de 20 granos, con velocidades de salida de alrededor de 3.000 pies/segundo.

## Desarrollo
Winchester, junto con Savage, presentó este cartucho en el SHOT Show de 2013.
El casquillo es aproximadamente un 50 % más gruesa que la 17 HMR, y la presión interna promedio máxima es de 33 000 psi, en comparación con las 26 000 psi de la 17 HMR.

## Municiones de fábrica
La munición de fábrica está disponible en Winchester, Federal, American Eagle y, más recientemente, en Hornady.
Hornady 17 Win Super Mag y Federal Ammunition American Eagle 17 Win. Los cartuchos Super Magnum actualmente solo están disponibles con proyectiles con punta de polímero de 20 granos clasificados a 3000 FPS en la boca.

## armas de fuego
Actualmente, los rifles que disparan el 17 WSM son el Savage B-Mag cerrojo, edición de objetivo B-mag de cañón pesado. Ruger Model 77/17, Winchester 1885 Low Wall single shot y el semiautomático Franklin Armory F-17 . El F-17 es el primer arma de percusión anular operada por pistón de gas diseñada para manejar las presiones más altas de este cartucho. También recientemente, Jard Inc. se unió a esta lista con su rifle J71 17 WSM AR 15.